# Jeannot Prudent
Jeannot Prudent était une émission de télévision jeunesse québécoise en quatorze épisodes de 14 minutes diffusée du 28 juin au 27 septembre 1956 à la Télévision de Radio-Canada. Elle prodiguant des conseils de sécurité aux enfants, et était animée par Serge Deyglun,.
Le personnage de Jeannot Prudent fut ensuite utilisé dans les années 1960 et 1970 par la Croix-Rouge dans des capsules télévisées donnant des conseils de sécurité aquatique.